# Watt (Einheit)

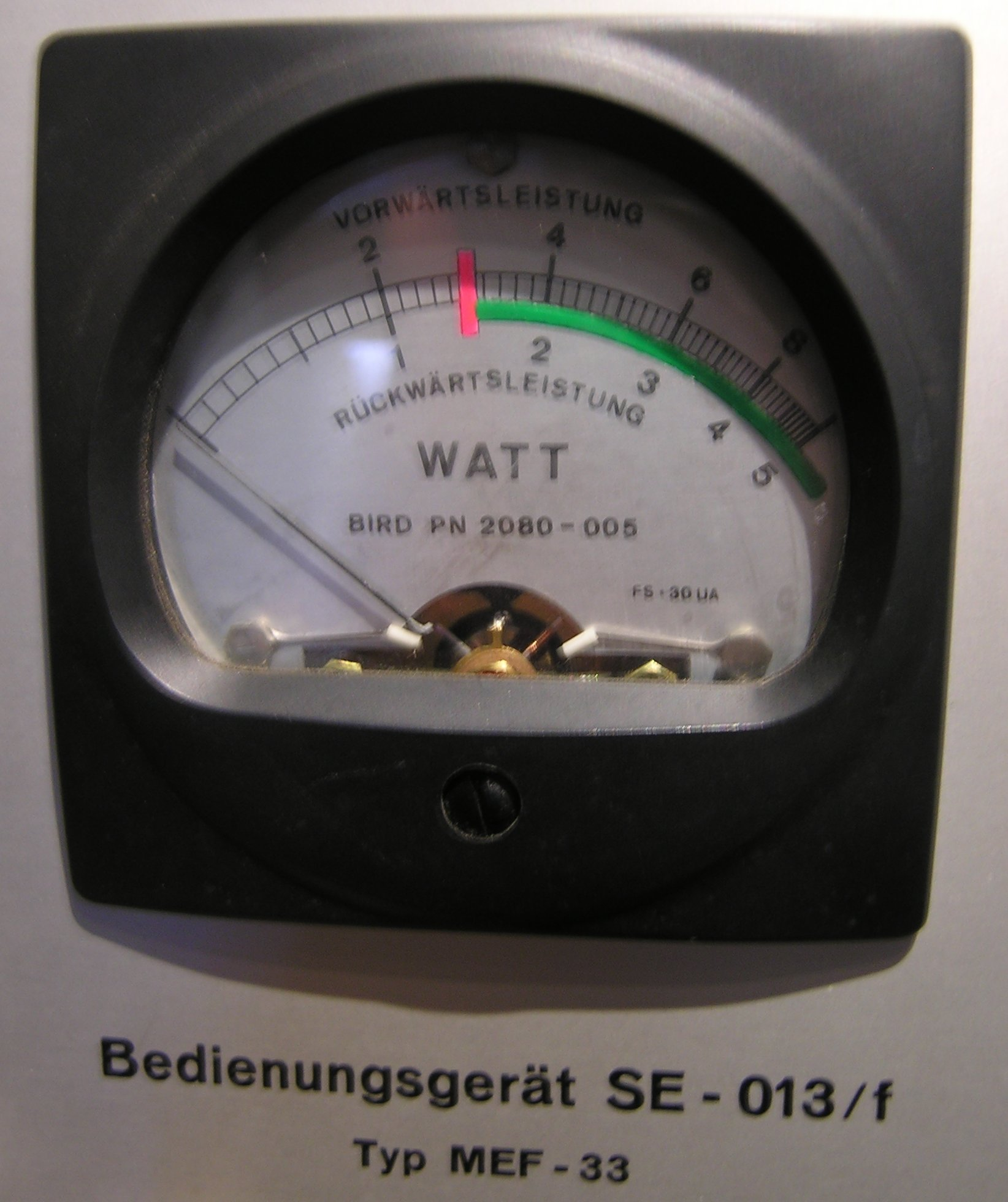
Elektrischer Leistungsmesser

Das Watt ist die SI-Einheit der Leistung (Energieumsatz pro Zeitspanne). Sie wurde nach dem schottischen Wissenschaftler und Ingenieur James Watt benannt. Als Einheitenzeichen wird der Großbuchstabe „W“ verwendet.
Das Watt ist eine abgeleitete Einheit. Sie lässt sich aus den Basiseinheiten Kilogramm (kg), Meter (m) und Sekunde (s) ableiten:
{\displaystyle \mathrm {1\,W=1\,{\frac {kg\,m^{2}}{s^{3}}}} \,}
Wie bei jeder SI-Einheit können dezimale Vielfache mittels der SI-Präfixe („Milli“, „Kilo“, „Mega“ usw.) angegeben werden. Energieumsatz wird oft als Produkt von Leistung und Zeit in der Einheit (Kilo-)Wattstunde angegeben.

## Veranschaulichungen
Ein Watt ist gleich der Leistung, um
- pro Sekunde eine mechanische Arbeit von einem Joule zu verrichten, also beispielsweise einen Körper unter Aufwendung der Kraft von einem Newton innerhalb von einer Sekunde um einen Meter anzuheben:

{\displaystyle \mathrm {1\,W=1\,{\frac {J}{s}}=1\,{\frac {Nm}{s}}} },
- über einem rein Ohmschen Widerstand von einem Ohm eine elektrische Spannung von einem Volt aufrechtzuerhalten (wodurch ein Strom von einem Ampere fließt):

{\displaystyle \mathrm {1\,W=1\,\mathrm {V\cdot 1\ A} } },
- pro Minute ein Gramm Wasser um ca. 14,3 Kelvin bzw. Grad Celsius zu erwärmen:

{\displaystyle \mathrm {1\,W\,\approx \,14{,}3\,{\frac {cal}{min}}} }.
Zu beachten ist, dass die unterschiedlichen Leistungsarten ebenso wie Energieformen nicht immer direkt ineinander überführbar sind.

## Geschichte
Die Einheit ist nach James Watt benannt, der für seine Verbesserung des Wirkungsgrades von Dampfmaschinen bekannt ist. Sie wurde 1882 von der British Science Association vorgeschlagen und auf ihrem zweiten Kongress im Jahr 1889 als Einheit für Leistung anerkannt. Gegenüber der vorher üblichen Einheit „Ampere·Volt“ hatte die neue Einheit einen deutlicheren Bezug zur Mechanik, sodass sie bei Elektromotoren auch als Ersatz für die Einheit Horsepower akzeptiert wurde.
Im Jahr 1933 wurde beschlossen, die separat definierten „internationalen“ elektrischen Einheiten künftig durch die „absoluten“ Einheiten, die sich direkt von Meter, Kilogramm und Sekunde ableiten, zu ersetzen. Die genaue Definition erfolgte 1946 durch das Internationale Komitee für Maß und Gewicht (CIPM). Damit war das „elektrische“ Watt (V·A) identisch mit dem neu geschaffenen „mechanischen“ Watt (kg·m²/s³). Dieser Beschluss wurde 1948 durch die neunte Generalkonferenz für Maß und Gewicht bestätigt, und 1960 wurde das Watt in das neu geschaffene Internationale Einheitensystem aufgenommen.

## Verwendung
Hinweis: Es ist zu beachten, dass eine Anfügung von Zusätzen an Einheitenzeichen nicht normgerecht ist. Die Schreibweise „Pel = 1 kW“ wäre der Schreibweise „P = 1 kWel“ vorzuziehen. Alternativ können Zusätze z. B. in Klammern (AC) der Einheit nachgestellt werden.

### Elektrotechnik
In der Elektrotechnik wird das Watt ausschließlich für die Angabe der Wirkleistung verwendet.

### Energietechnik
In der Energietechnik wird zwischen Wel (elektrisch) und Wth (thermisch) unterschieden.

### Hochfrequenztechnik
Im Bereich der Hochfrequenz- und Mikrowellen-Technik verlagert sich auch bei leitungsgebundener Übertragung mit zunehmender Frequenz die Signal- und Energie-Übertragung von den Leitungsstrukturen auf die sich an den Leitungsstrukturen ausbildenden elektromagnetischen Felder. Vereinzelt wird statt Strom und Spannung auf der sogenannten „Spannungsebene“ mit sogenannten „Wellengrößen“ gerechnet, welche die Einheit {\displaystyle {\sqrt {W}}} („Wurzel-Watt“) besitzen.

### Solartechnik
In der Solartechnik wird unterschieden zwischen Wdc und Wac, was auch im Zusammenhang mit Wp, Watt Peak bei Solarsystemen steht. Wac ist demnach die Leistung bei Anschluss an das Netz. Mit Wdc ist die physikalische Größe des Solargenerators bzw. Systems gemeint.
Die Größen werden auch geschrieben als Watt (AC) oder Watt (DC). Siehe auch Nennleistung, Installierte Leistung oder Wechselrichter.

### Versorgungstechnik
Des Weiteren werden – vor allem in der Versorgungstechnik – noch folgende Einheiten verwendet:
- Voltampere, Einheit der elektrischen Scheinleistung
- Var, Einheit der elektrischen Blindleistung.